# Cephalocoema sica
Cephalocoema sica är en insektsart som först beskrevs av Jean Guillaume Audinet Serville 1838.  Cephalocoema sica ingår i släktet Cephalocoema och familjen Proscopiidae. Inga underarter finns listade i Catalogue of Life.